# Макам
Мака́м (араб. مقام‎, транслит. maqām, букв. стоянка, место стоянки, мн. ч. араб. مقامات‎ транслит. maqāmāt; тюрк. makam, мн. ч. тюрк. makamlar) — в арабской и турецкой традиционной (профессиональной) музыке многозначный термин, обозначающий (1) ладовый звукоряд, (2) модально-монодический лад в совокупности всех его категорий и функций, (3) целостную текстомузыкальную композицию, включающую не только конкретные приёмы техники композиции (центонизацию, орнаментальное варьирование, импровизацию, ритмическое варьирование и т. д.), но также коннотации музыкального жанра.
В Большой российской энциклопедии (т.18, 2011) макам описывается как «один из главных видов (жанров) суфийской музыки» в арабо-иранской, турецкой, иракской, египетской, йеменской, сирийской и других восточных традициях.

## Общая характеристика
Арабскому и турецкому макаму родственны азербайджанский мугам, таджикский и узбекский шашмаком, иранский дестгях, уйгурский мукам и т. д. Совокупность этих локально-исторических восточных музыкальных традиций — при всём различии частных и специфических особенностей каждой — обобщённо называют «макамо-мугамной традицией», или макаматом (maqamat).
Как и в случае с европейскими монодическими ладами (например, древнегреческими «гармониями» Платона), отдельным макамам приписываются определённые этосы и аффекты (разные в разных локальных и исторических традициях), которые способен воспринять только слушатель, погружённый в контекст специфической культурной традиции. Некоторые конститутивные музыкальные интервалы в ладах (ладовых звукорядах) макамо-мугамной традиции акустически отличаются от тонов, полутонов, терций и других интервалов, присущих западноевропейской диатонике и хроматике, что делает затруднительным их восприятие слушателем, воспитанным в традициях академической музыки «западного мира».
Макамы как вид традиционной музыки имеют принципиально устную природу. Несмотря на обширную традицию теоретических описаний макама (восходящую к трудам Сафиаддина Урмави и Абдулгадира Мараги), нотированные записи старинных макамов отсутствуют. . Теории турецкого макама и попытки нотирования его (в европейской системе пятилинейной круглой нотации) возникли довольно поздно, в XIX веке. Аналогичные теории и попытки нотации азербайджанского мугама — в XX веке. Музыкальная нотация макама до сих пор не унифицирована.

## Арабский макам
Модальная система арабского макама является основой традиционной арабской музыки. В восточно-средиземноморской части арабского мира — Египте, Палестине, Иордании, Ливане и Сирии используется система гамм, привычных мелодических фраз, модуляции, приёмов орнаментации и эстетических условностей, которые все вместе образуют богатую мелодическую основу и художественную традицию. Мелодический строй макама (как в сочинённой, так и в импровизированной музыке) в этих рамках называется по-арабски сайр. В арабской, иранской и турецкой музыке это универсальный принцип развёртывания звукового ряда, которая включает аспект модальной (звукорядной) организации. Макам обладает основным эстетическим качеством, предоставляя, с одной стороны, канонизацию и нормативность, а с другой —импровизацию и свободу. Восточная музыка имела в основе ладовую систему, сформированную на пифагорейской основе. Музыкальные теории в деталях музыканты средневекового Востока разрабатывали с привязкой к знаменитому инструменту уд. От него зависели в данной системе все лады (макамат), инструментальный звукоряд, интервалы (абад), музыкальные ноны (нагамат) и тетрахорды (джинс).
В. М. Беляев, знаток и исследователь музыки Ближнего и Среднего Востока, писал: «диатоника (семиступенность) составляет основу этой новой ладовой системы с её сложными и тонкими интервальными отношениями, сохраняющимися и в хроматике».
Все теоретики средневековой музыки, предшественники ал-Урмавий, трактовали джинс как звукоряд, состоящий из четырёх ступеней и трех интервалов в пределах чистой кварты, аналогичной тетрахорду у древнегреческих теоретиков. ал-Урмавий впервые изменил восточную ладовую теорию, сделав её независимой от древнегреческой. Он изменил не только качество интервалов джинса, но и их порядок внутри него. Эта теория стала основой позднейших теоретических представлений о категории джинса, вплоть до нашего времени.
Средневековая универсальная система ладов восточной музыки сформировалась в XIII—XIV веках. Полный звукоряд обусловлен местом извлечения звуков и основан на длине струны, то есть, не связан с частотой колебания звуков. Без современных методов исследований и специальной аппаратуры определить тоны и интервалы средневековых звукорядов невозможно. Условно тонику всех ладов в музыкальной теории средневекового Востока часть современных исследователей по восточной музыке определяет на основании подлинной настройки современного уда (ля), другая часть — звуком до.
XV—XVII века характеризуются разложением ладовой классической системы, что происходит под влиянием и развитием местных традиций, локальной музыкальной практики. Арабская ладовая система состоит из 9 семейств (по системе арабского музыковеда X. Тумы — 8 семейств): 
- Раст
- Баяти
- Нахаванд
- Сика
- Никриз
- Курд
- Хиджаз
- Аджам
- Саба

Некоторые макаматы имеют собственные первые джины, не повторяемые в других макамах, поэтому не являются частью семьи 
- Макам Джихарка
- Макам Лами
- Макам Саба
- Макам Саба Замзам
- Макам Сика Балади

Самый популярный макам, связанный с фольклорной традицией — макам баяти. Макам раст имеет две формы: верхнюю (раст — раст) и нижнюю (раст — нахаванд). Побочная — сика на третьей ступени часто используется для модуляции. Третий макам — нахаванд, соответствует до минору и представлен двумя типами: нахаванд хиджаз (гармонический до минор) и нахаванд курд (натуральный до минор). Для модуляции на третьей ступени используется побочный аджам. Все разновидности макама объединяет общий нижний тетрахорд. В семействе Аджам, также известного как египетский Аджам, он является основным макамом.
Макам восточно-средиземноморской части арабского мира организует лад с функциональной дифференциацией тонов. Каждый макам, как правило, построен путём соединения двух (иногда трёх) фрагментов музыкальной шкалы, которые называются джинами (звукоряд, мн. число аджнас). От того, как расположены интервалы между аджнасами, зависит мелодичность и общее настроение макама. Первые джины всегда начинают гамму макама с тоникой 1-й ступени лада, вторые джины начинаются с гаммы (точки модуляции) первых джинов (обычно с последней ноты). Если используется третий джин, то его тоника совпадает с гаммой второго джина и так далее. Нота сразу после тоники называется ведущим тоном.
Джины (множественное число Аджны) — фрагмент гаммы макама из 3, 4 или 5 нот. Джины — основная мелодическая единица в арабской музыке, тогда как макам — это путь между многими аджнасами. Каждый джин определяется своими интервалами, которые не изменяются при переносе звуков музыкального произведения на определённый интервал вверх или вниз, и придают ему отчётливый и узнаваемый характер. Макам использует ноты, разделяя их на полутона и целый тон, а также тон в три четверти и пять четвертей, в результате чего получается более тонкий тон.
Арабская музыка состоит из ритмических циклов, икат (единственное число ика), которые представляют собой образцы ударов, повторяющиеся в каждом такте. Композиция может переключаться между многими различными икатами. Каждая ика определяется с помощью определённого размера и двух основных звуков: дум (басовый и протяжный) и так (сухой и резкий). Ансамбль (тахт) составляют четыре основных мелодических инструмента: уд, канун, наи и скрипка 

## Узбекский и таджикский маком
Словом «маком» в узбекской и таджикской традиционной музыке называется «циклический жанр» (Ф. Кароматов) — стандартизованная сюита из ряда пьес (от 15 до 50). На Западе два различных значения «макама» (макома) впервые описал Юрген Эльснер.

## Уйгурские мукамы
Двенадцать уйгурских мукамов — это единый цикл или ряд протяженных музыкально-поэтических произведений, шедевр средневекового уйгурского музыкального искусства. Синтезируя в себе традиционную песенно-инструментальную музыку и танцы, изустно-профессиональную музыку и поэзию, уйгурские мукамы являются неотъемлемой частью макамата.